# Malaika (djur)
Malaika är ett släkte spindlar inom familjen Phyxelididae. Släktet beskrevs av den finländska araknologen Pekka Taisto Lehtinen 1967. Släktet innehåller två arter som förekommer i Sydafrika, Malaika delicatula och Malaika longipes (typart).
De är små till medelstora spindlar med en totallängd på 3 till 10 mm som lever i skogar och grottor. De hittas ofta under stenar och omkullfallna ruttnande trädstammar och i klippskrevor och spinner oregelbundna nät.